# Amset
Amset (auch Imsti, Imset oder Imseti) war einer der vier Horussöhne und Kanopengötter, die die mumifizierten Eingeweide beschützten. Als seine Eltern gelten der Gott „Horus der Ältere“ (Haroeris) und die Göttin Isis.

## Darstellung
Im Gegensatz zu seinen Geschwistern erscheint er stets menschengestaltig, bis zum Mittleren Reich sogar weiblich.

## Bedeutung
Als Schutzgott der Kanopen beschützte er zusammen mit den drei anderen Horussöhnen Hapi, Duamutef und Kebechsenuef die mumifizierten Eingeweide. Ihm unterstand der Schutz der Leber.
Bereits die Pyramidentexte nennen Amset als Schutzgott der Toten und ihren Helfer beim Aufstieg in den Himmel. Über die Inschriften auf den Kanopenkrügen und den dazugehörigen Kanopenkästen wird Amset angerufen. Im Osiris-Zyklus ist Amset, ebenso wie die übrigen Horussöhne, „eine der Stundenwachen an der Leiche des Osiris“. Er ist der Schutzgott der ersten Tages- und der ersten Nachtstunde von dem es zu beiden Zeiten heißt: „Amset kommt um dich zu sehen, er wirft dir den Feind auf deiner rechten Seite nieder.“ Der ägyptischen Mythologie zufolge wurde er von Horus wie seine Geschwister als Wächter der Himmelsrichtungen bestimmt und als Krönungsbote nach Süden gesandt. Amset ist auch Sterngott. Seine Schutzgöttin ist Isis.